# Eslovênia na Copa do Mundo FIFA de 2010
A Seleção Eslovena de Futebol participou pela segunda vez da Copa do Mundo FIFA como um país independente. A equipe havia sido sorteada no grupo 3 das eliminatórias europeias para a Copa do Mundo FIFA de 2010, onde enfrentou as seleções da Eslováquia, República Tcheca, Irlanda do Norte, Polônia e San Marino, classificando-se em segundo lugar, com 60% de aproveitamento, ao vencer 6, empatar 2, e perder 2 das 10 partidas disputadas.
Ficou no grupo C, vindo a confrontar a Argélia, os Estados Unidos e a Inglaterra. Fez uma primeira fase razoavelmente bem, tendo vencido da Argélia no primeiro jogo (1 x 0), empatado com os Estados Unidos na segunda partida (2 x 2) e perdido para a Inglaterra (1 x 0). No final, acumulou 4 pontos provenientes da vitória sobre a Argélia e do empate com os Estados Unidos, não conseguindo se classificar para a segunda fase da competição. Dentre alguns jogadores que se destacaram mais que seus companheiros de equipe, há de se citar Milivoje Novakovič, Zlatko Dedič e Robert Koren.
Esta era a segunda participação dos eslovenos em uma Copa como um país independente após a Dissolução da Iugoslávia, pois anteriormente, várias seleções de repúblicas hoje independentes constituíam a Seleção Iugoslava de Futebol, cujo retrospecto na Copa é bom, tendo já participado 8 vezes da competição e ostentado a quarta colocação nas edições de 1938 e 1962. Todavia, estes títulos foram, segundo a FIFA, herdados pela Sérvia.

## Eliminatórias
As cinquenta e três seleções nacionais filiadas à UEFA foram divididas em nove grupos; a seleção da Eslováquia foi sorteada no grupo 1, onde disputaria uma vaga com a Eslováquia, a República Tcheca, a Irlanda do Norte, a Polônia e San Marino, classificando-se em segundo lugar, com 60% de aproveitamento, ao vencer 6, empatar 2, e perder 2 das 10 partidas disputadas. Segundo as regras das eliminatórias europeias, os segundos colocados dos grupos seriam colocados em um ranking, cujo nono colocado já seria desclassificado. Os outros 8 que sobraram disputaram as 4 vagas restantes. A Eslovênia disputou vaga com a Rússia.

### Tabela de Classificação
| Equipe           | Pts. | J  | V | E | D  | GP | GC | SG  |
| ---------------- | ---- | -- | - | - | -- | -- | -- | --- |
| Eslováquia       | 22   | 10 | 7 | 1 | 2  | 22 | 10 | +12 |
| Eslovênia        | 20   | 10 | 6 | 2 | 2  | 18 | 4  | +14 |
| Tchéquia         | 16   | 10 | 4 | 4 | 2  | 17 | 6  | +11 |
| Irlanda do Norte | 15   | 10 | 4 | 3 | 3  | 13 | 9  | +4  |
| Polónia          | 11   | 10 | 3 | 2 | 5  | 19 | 14 | +5  |
| San Marino       | 0    | 10 | 0 | 0 | 10 | 1  | 47 | -46 |

| L\V              | República Checa | Polónia | Irlanda do Norte | Eslováquia | Eslovénia | San Marino |
| República Checa  |                 | 2:0     | 0:0              | 1:2        | 1:0       | 7:0        |
| Polónia          | 2:1             |         | 1:1              | 0:1        | 1:1       | 10:0       |
| Irlanda do Norte | 0:0             | 3:2     |                  | 0:2        | 1:0       | 4:0        |
| Eslováquia       | 2:2             | 2:1     | 2:1              |            | 0:2       | 7:0        |
| Eslovénia        | 0:0             | 3:0     | 2:0              | 2:1        |           | 5:0        |
| San Marino       | 0:3             | 0:2     | 0:3              | 1:3        | 0:3       |            |

### Repescagem
| 14 de novembro de 2009 | Rússia                         | 2 – 1     | Eslovênia  | Estádio Lujniki, Moscou                      |
| 19:00 (UTC+3)          | Diniyar Bilyaletdinov 40', 52' | Relatório | Pečnik 88' | Público: 71,600 Árbitro: DEN Claus Bo Larsen |

| 18 de novembro de 2009 | Eslovênia | 1 – 0     | Rússia | Estádio Ljudski VRT, Maribor             |
| 20:45 (UTC+1)          | Dedič 44' | Relatório |        | Público: 12,510 Árbitro: NOR Terje Hauge |

## Escalação
| Número / Nome  | Número / Nome            | Clube                   | Jogos (gols)1 | Data Nasc.                       | J        | Gols     | Penalizado com cartão amarelo | Expulso  |
| Goleiros       | Goleiros                 | Goleiros                | Goleiros      | Goleiros                         | Goleiros | Goleiros | Goleiros                      | Goleiros |
| -------------- | ------------------------ | ----------------------- | ------------- | -------------------------------- | -------- | -------- | ----------------------------- | -------- |
| 1              | Samir Handanovič         | Udinese C               | 42 (0)        | 14 de julho de 1984 (40 anos)    | 3        | 0        | 0                             | 0        |
| 12             | Jasmin Handanovič        | Empoli FC               | 3 (0)         | 28 de janeiro de 1978 (47 anos)  | 0        | 0        | 0                             | 0        |
| 16             | Aleksander Šeliga        | Sparta Rotterdam        | 1 (0)         | 1 de fevereiro de 1980 (45 anos) | 0        | 0        | 0                             | 0        |
| Defensores     |                          |                         |               |                                  |          |          |                               |          |
| 2              | Mišo Brečko              | 1. FC Köln              | 34 (0)        | 1 de maio de 1984 (40 anos)      | 2        | 0        | 0                             | 0        |
| 3              | Elvedin Džinič           | NK Maribor              | 0 (0)         | 25 de agosto de 1985 (39 anos)   | 0        | 0        | 0                             | 0        |
| 4              | Marko Šuler              | KAA Gent                | 20 (2)        | 9 de março de 1983 (42 anos)     | 3        | 0        | 1                             | 0        |
| 5              | Boštjan Cesar            | AC Chievo Verona        | 45 (3)        | 9 de julho de 1982 (42 anos)     | 3        | 0        | 1                             | 0        |
| 6              | Branko Ilič              | FC Lokomotiv Moscow     | 37 (0)        | 6 de fevereiro de 1983 (42 anos) | 0        | 0        | 0                             | 0        |
| 13             | Bojan Jokić              | AC Chievo Verona        | 37 (1)        | 17 de maio de 1986 (38 anos)     | 3        | 0        | 1                             | 0        |
| 19             | Suad Filekovič           | NK Maribor              | 14 (0)        | 16 de setembro de 1978 (46 anos) | 0        | 0        | 0                             | 0        |
| 22             | Matej Mavrič             | Kapfenberger SV         | 32 (1)        | 29 de janeiro de 1979 (46 anos)  | 0        | 0        | 0                             | 0        |
| Meio-campistas |                          |                         |               |                                  |          |          |                               |          |
| 8              | Robert Koren             | West Bromwich Albion FC | 49 (5)        | 20 de setembro de 1980 (44 anos) | 3        | 1        | 0                             | 0        |
| 10             | Valter Birsa             | AJ Auxerre              | 37 (3)        | 7 de agosto de 1986 (38 anos)    | 3        | 1        | 1                             | 0        |
| 15             | Rene Krhin               | Bologna FC              | 4 (0)         | 21 de maio de 1990 (34 anos)     | 0        | 0        | 0                             | 0        |
| 17             | Andraž Kirm              | Wisła Kraków SSA        | 29 (3)        | 6 de setembro de 1984 (40 anos)  | 3        | 0        | 1                             | 0        |
| 18             | Aleksander Radosavljevič | Larissa FC              | 18 (1)        | 25 de abril de 1979 (45 anos)    | 3        | 0        | 1                             | 0        |
| 20             | Andrej Komac             | Maccabi Tel Aviv FC     | 43 (0)        | 4 de dezembro de 1979 (45 anos)  | 2        | 0        | 1                             | 0        |
| 21             | Dalibor Stevanovič       | SBV Vitesse             | 15 (1)        | 27 de setembro de 1984 (40 anos) | 0        | 0        | 0                             | 0        |
| Atacantes      |                          |                         |               |                                  |          |          |                               |          |
| 7              | Nejc Pečnik              | CD Nacional             | 10 (2)        | 3 de janeiro de 1986 (39 anos)   | 2        | 0        | 0                             | 0        |
| 9              | Zlatan Ljubijankič       | KAA Gent                | 20 (5)        | 15 de dezembro de 1983 (41 anos) | 3        | 1        | 0                             | 0        |
| 11             | Milivoje Novakovič       | 1. FC Köln              | 41 (16)       | 18 de maio de 1979 (45 anos)     | 3        | 0        | 0                             | 0        |
| 14             | Zlatko Dedič             | VfL Bochum              | 27 (3)        | 10 de maio de 1984 (40 anos)     | 3        | 0        | 1                             | 0        |
| 23             | Tim Matavž               | FC Groningen            | 2 (0)         | 13 de janeiro de 1989 (36 anos)  | 1        | 0        | 0                             | 0        |
| Treinador      |                          |                         |               |                                  |          |          |                               |          |
|                | Matjaž Kek               |                         |               | 9 de setembro de 1961 (63 anos)  |          |          |                               |          |

Nota:
- 1 O número de jogos e gols se referem aos jogos pela seleção até 23 de junho de 2010.

## Primeira fase
| Pos | Equipe         | Pts | J | V | E | D | GP | GC | SG | Classificado      |
| --- | -------------- | --- | - | - | - | - | -- | -- | -- | ----------------- |
| 1   | Estados Unidos | 5   | 3 | 1 | 2 | 0 | 4  | 3  | +1 | Fase eliminatória |
| 2   | Inglaterra     | 5   | 3 | 1 | 2 | 0 | 2  | 1  | +1 | Fase eliminatória |
| 3   | Eslovênia      | 4   | 3 | 1 | 1 | 1 | 3  | 3  | 0  | Eliminado         |
| 4   | Argélia        | 1   | 3 | 0 | 1 | 2 | 0  | 2  | −2 | Eliminado         |

### Argélia – Eslovênia
| 13 de junho | Argélia | 0 – 1     | Eslovênia | Peter Mokaba Stadium, Polokwane            |
| 13:30       |         | Relatório | Koren 79' | Público: 30 325 Árbitro: GUA Carlos Batres |

| Argélia | Eslovênia |

| G              | 16 | Faouzi Chaouchi    |          |     |
| LD             | 4  | Antar Yahia        |          |     |
| Z              | 2  | Madjid Bougherra   |          |     |
| Z              | 5  | Rafik Halliche     |          |     |
| LE             | 3  | Nadir Belhadj      |          |     |
| V              | 8  | Mehdi Lacen        |          |     |
| V              | 19 | Hassan Yebda       | 90+5'    |     |
| M              | 15 | Karim Ziani        |          |     |
| M              | 21 | Foued Kadir        |          | 82' |
| A              | 13 | Karim Matmour      |          | 81' |
| A              | 11 | Rafik Djebbour     |          | 58' |
| Substituições: |    |                    |          |     |
| M              | 17 | Adlène Guedioura   |          | 82' |
| A              | 9  | Abdelkader Ghezzal | 59', 73' | 58' |
| A              | 10 | Rafik Saïfi        |          | 81' |
| Treinador:     |    |                    |          |     |
| Rabah Saâdane  |    |                    |          |     |

| G              | 1  | Samir Handanovič   |       |     |
| LD             | 2  | Mišo Brečko        |       |     |
| Z              | 4  | Marko Šuler        |       |     |
| Z              | 5  | Boštjan Cesar      |       |     |
| LE             | 13 | Bojan Jokić        |       |     |
| V              | 17 | Andraž Kirm        |       |     |
| V              | 18 | A. Radosavljevič   | 35'   | 87' |
| M              | 8  | Robert Koren       |       |     |
| M              | 10 | Valter Birsa       |       | 84' |
| A              | 14 | Zlatko Dedič       |       | 53' |
| A              | 11 | Milivoje Novakovič |       |     |
| Substituições: |    |                    |       |     |
| V              | 20 | Andrej Komac       | 90+3' | 87' |
| A              | 7  | Nejc Pečnik        |       | 84' |
| A              | 9  | Zlatan Ljubijankič |       | 53' |
| Treinador:     |    |                    |       |     |
| Matjaž Kek     |    |                    |       |     |

Homem da partida
- Robert Koren

### Eslovênia – Estados Unidos
| 18 de junho | Eslovênia                   | 2 – 2     | Estados Unidos            | Ellis Park Stadium, Joanesburgo              |
| 16:00       | Birsa 13' · Ljubijankič 42' | Relatório | Donovan 48' · Bradley 82' | Público: 45 573 Árbitro: MLI Koman Coulibaly |

| Eslovênia | Estados Unidos |

| G              | 1  | Samir Handanovič   |     |       |       |
| LD             | 2  | Mišo Brečko        |     |       |       |
| Z              | 4  | Marko Šuler        | 69' |       |       |
| Z              | 5  | Boštjan Cesar      | 35' |       |       |
| LE             | 13 | Bojan Jokić        | 75' |       |       |
| V              | 17 | Andraž Kirm        | 72' |       |       |
| V              | 18 | A. Radosavljevič   |     |       |       |
| M              | 8  | Robert Koren       |     |       |       |
| M              | 10 | Valter Birsa       |     | 87'   |       |
| A              | 9  | Zlatan Ljubijankič |     | 74'   |       |
| A              | 11 | Milivoje Novakovič |     |       |       |
| Substituições: |    |                    |     |       |       |
| M              | 7  | Nejc Pečnik        |     | 74'   |       |
| M              | 20 | Andrej Komac       |     | 90+4' |       |
| A              | 14 | Zlatko Dedič       |     | 87'   | 90+4' |
| Treinador:     |    |                    |     |       |       |
| Matjaž Kek     |    |                    |     |       |       |

| G              | 1  | Tim Howard            |     |     |
| LD             | 6  | Steve Cherundolo      |     |     |
| Z              | 5  | Oguchi Onyewu         |     | 80' |
| Z              | 15 | Jay DeMerit           |     |     |
| LE             | 3  | Carlos Bocanegra      |     |     |
| V              | 4  | Michael Bradley       |     |     |
| V              | 16 | José Francisco Torres |     | 46' |
| M              | 8  | Clint Dempsey         |     |     |
| M              | 10 | Landon Donovan        |     |     |
| A              | 17 | Jozy Altidore         |     |     |
| A              | 20 | Robbie Findley        | 40' | 46' |
| Substituições: |    |                       |     |     |
| V              | 19 | Maurice Edu           |     | 46' |
| M              | 22 | Benny Feilhaber       |     | 46' |
| FW             | 9  | Herculez Gomez        |     | 80' |
| Treinador:     |    |                       |     |     |
| Bob Bradley    |    |                       |     |     |

Homem da partida
- Landon Donovan

### Eslovênia – Inglaterra
| 23 de junho | Eslovênia | 0 – 1     | Inglaterra | Nelson Mandela Bay Stadium, Porto Elizabeth |
| 16:00       |           | Relatório | Defoe 23'  | Público: 36 893 Árbitro: GER Wolfgang Stark |

| Eslovênia | Inglaterra |

| G              | 1  | Samir Handanovič         |     |     |
| LD             | 2  | Mišo Brečko              |     |     |
| Z              | 4  | Marko Šuler              |     |     |
| Z              | 5  | Boštjan Cesar            |     |     |
| LE             | 13 | Bojan Jokić              | 40' |     |
| V              | 17 | Andraž Kirm              |     | 79' |
| V              | 18 | Aleksandar Radosavljevič |     |     |
| M              | 8  | Robert Koren             |     |     |
| M              | 10 | Valter Birsa             | 79' |     |
| A              | 9  | Zlatan Ljubijankič       |     | 62' |
| A              | 11 | Milivoje Novakovič       |     |     |
| Substituições: |    |                          |     |     |
| A              | 14 | Zlatko Dedič             | 81' | 62' |
| A              | 23 | Tim Matavž               |     | 79' |
| Treinador:     |    |                          |     |     |
| Matjaž Kek     |    |                          |     |     |

| G              | 1  | David James    |     |     |
| LD             | 2  | Glen Johnson   | 48' |     |
| Z              | 6  | John Terry     |     |     |
| Z              | 15 | Matthew Upson  |     |     |
| LE             | 3  | Ashley Cole    |     |     |
| V              | 4  | Steven Gerrard |     |     |
| V              | 14 | Gareth Barry   |     |     |
| M              | 8  | Frank Lampard  |     |     |
| M              | 16 | James Milner   |     |     |
| A              | 10 | Wayne Rooney   |     | 72' |
| A              | 19 | Jermain Defoe  |     | 86' |
| Substituições: |    |                |     |     |
| M              | 11 | Joe Cole       |     | 72' |
| A              | 21 | Emile Heskey   |     | 86' |
| Treinador:     |    |                |     |     |
| Fabio Capello  |    |                |     |     |

Homem da partida
- Jermain Defoe